# Solms-laubachia retropilosa
Solms-laubachia retropilosa là một loài thực vật có hoa trong họ Cải. Loài này được Botsch. miêu tả khoa học đầu tiên năm 1955.